# 1RXS J160929.1−210524
1RXS J160929.1-210524 é uma estrela da pré-sequência principal a aproximadamente 450 anos-luz (138 parsecs) de distância na constelação de Scorpius. É uma estrela jovem pertencente ao subgrupo Scorpius Superior da associação Scorpius–Centaurus, a associação OB mais próxima do Sol. Em 2008, foi descoberto um objeto sub-estelar, que pode ser um planeta ou uma anã marrom, orbitando esta estrela.

## Nomenclatura
A designação 1RXS vem de um dos acrônimos usados para fontes de raios X detectadas pelo satélite ROSAT. J160929.1-210524 refere-se à posição do objeto no céu no sistema equatorial de coordenadas, em ascensão reta e declinação. Apesar de ser o nome mais usado, tecnicamente ele não é um nome apropriado para uma estrela, pois as designações IRXS são usadas especificamente para nomear as fontes de raios X, ao invés de seu equivalente no espectro visível, uma vez que em vários casos existem vários possíveis fontes ópticas para uma fonte de raios X. O equivalente óptico da fonte de raios X foi primeiramente detectado em 1998, identificado com a designação GSC 6213-1358 (do Guide Star Catalogue), e em 1999 com a designação Upper Sco 160930.3-210459, mais tarde padronizado para [PZ99] J160930.3-210459. No catálogo em infravermelho do projeto 2MASS, a estrela recebeu a designação 2MASS J16093030-2104589.

## Características estelares
Esta estrela foi identificada como um objeto jovem pertencente ao subgrupo Scorpius Superior da associação Scorpius–Centaurus em dois artigos publicados em 1998 e 1999, com base em sua abundância de lítio, emissão de raios X e posição no diagrama HR. A distância até a estrela, medida diretamente por paralaxe pelo satélite astrométrico Gaia, é de aproximadamente 450 anos-luz (138 parsecs), consistente com o valor médio da associação de 470 anos-luz (145 parsecs). O espectro de 1RXS J160929.1-210524 mostra que a estrela é mais fria que o Sol com um tipo espectral estimado em K7 ou M0, portanto ela pode ser uma considerada uma anã laranja ou anã vermelha. Estima-se que a estrela tenha uma massa de 85% da massa solar e uma temperatura efetiva de 4 060 K. A associação Scorpius Superior é bastante jovem e apenas estrelas mais quentes que tipo espectral A3 estão na sequência principal; estrelas menos massivas, como 1RXS J160929.1−210524, ainda estão no processo de contração durante a fase de pré-sequência principal. Originalmente, a idade da associação foi estimada em aproximadamente 5 milhões de anos, mas um artigo recente de 2012 trouxe uma revisão significativa desse valor para 11 milhões de anos, que é portanto considerada a idade de 1RXS J160929.1-210524.

## Sistema planetário
Ao contrário de estrelas, objetos sub-estelares como planetas e anãs marrons nunca alcançam uma forma estável de produzir energia, e portanto eles rapidamente esfriam e ficam menos brilhantes com o tempo. Assim, estrelas jovens são alvos frequentes de buscas por esses objetos por imagens diretas, já que eles são mais brilhantes e fáceis de detectar. Em 2008, observações infravermelhas de 1RXS J160929.1−210524 pelo Telescópio Gemini Norte detectaram um objeto a uma separação angular de 2,22 segundos de arco da estrela, correspondendo a uma separação mínima de 330 UA considerando a distância do sistema. Seu espectro e índices fotométricos são consistentes com um objeto de massa planetária jovem com um tipo espectral de L4, temperatura efetiva de 1 800 K e massa de 8 vezes a massa de Júpiter (assumindo uma idade de 5 milhões de anos). Observações adicionais mostraram que o objeto possui o mesmo movimento próprio que a estrela primária, confirmando que eles formam um par gravitacionalmente ligado, mas não conseguiram detectar ainda indícios de movimento orbital.
A existência de um objeto de massa planetária tão longe de sua estrela representa um desafio aos modelos de formação planetária e estelar, já que a acreção de um núcleo rochoso (o principal mecanismo formador de planetas) é ineficiente a separações tão altas. Uma possibilidade é que o objeto se formou próximo da estrela e migrou para longe para longe por interações com o disco protoplanetário ou outro planeta massivo. Alternativamente, o objeto pode ter se formado na sua posição atual pelo mecanismo de instabilidade gravitacional, em que o disco fica instável e se fragmenta, mas para isso o disco precisaria ser anormalmente massivo. A última possibilidade é que o sistema se formou como uma estrela binária com razão de massas extremamente baixa.
Um estudo de 2013, utilizando dados do Telescópio Espacial Spitzer, detectou excesso moderado de radiação infravermelha a 24 μm vinda deste sistema, indicando a presença de um disco de detritos, mas não conseguiu determinar se o excesso esta vindo da estrela ou do objeto sub-estelar (ou de ambos). Em 2015, observações com o Telescópio Magellan Clay encontraram evidências de que a luz do objeto sub-estelar é obscurecida e avermelhada por 4,5 magnitudes de extinção circunstelar, o que indica que ele é cercado por um disco de poeira responsável pelo excesso infravermelho. Após considerar a extinção no modelamento do espectro do objeto, sua temperatura efetiva aumentou para 2 000 K e o tipo espectral para L2.
Com a revisão da idade da associação Scorpius Superior de 5 para 11 milhões de anos, a massa estimada do objeto aumentou para 14 vezes a massa de Júpiter, acima do limite nominal de fusão de deutério, tornando o objeto mais parecido com uma anã marrom do que com um planeta. Junto com a detecção do disco de poeira ao seu redor, uma massa maior é evidência de que o objeto mais provavelmente é uma anã marrom que se formou como uma estrela, na sua posição atual.
| Massa (MJ)           | Temperatura efetiva (K) | Ref.  |
| -------------------- | ----------------------- | ----- |
| 8+4 −2               | 1800+200 −100           | [ 2 ] |
| 8,4+3,1 −2,1         | 1800 ± 200              | [ 7 ] |
| 14+2 −3              |                         | [ 6 ] |
| 8,4 ± 1,0 11,5 ± 1,0 | 1700 ± 100              | [ 8 ] |
| 12,6-15,7            | 2000 ± 100              | [ 4 ] |